# Neuranethes spodopterodes
Neuranethes spodopterodes är en fjärilsart som beskrevs av George Francis Hampson 1908. Neuranethes spodopterodes ingår i släktet Neuranethes och familjen nattflyn. Inga underarter finns listade i Catalogue of Life.

## Bildgalleri

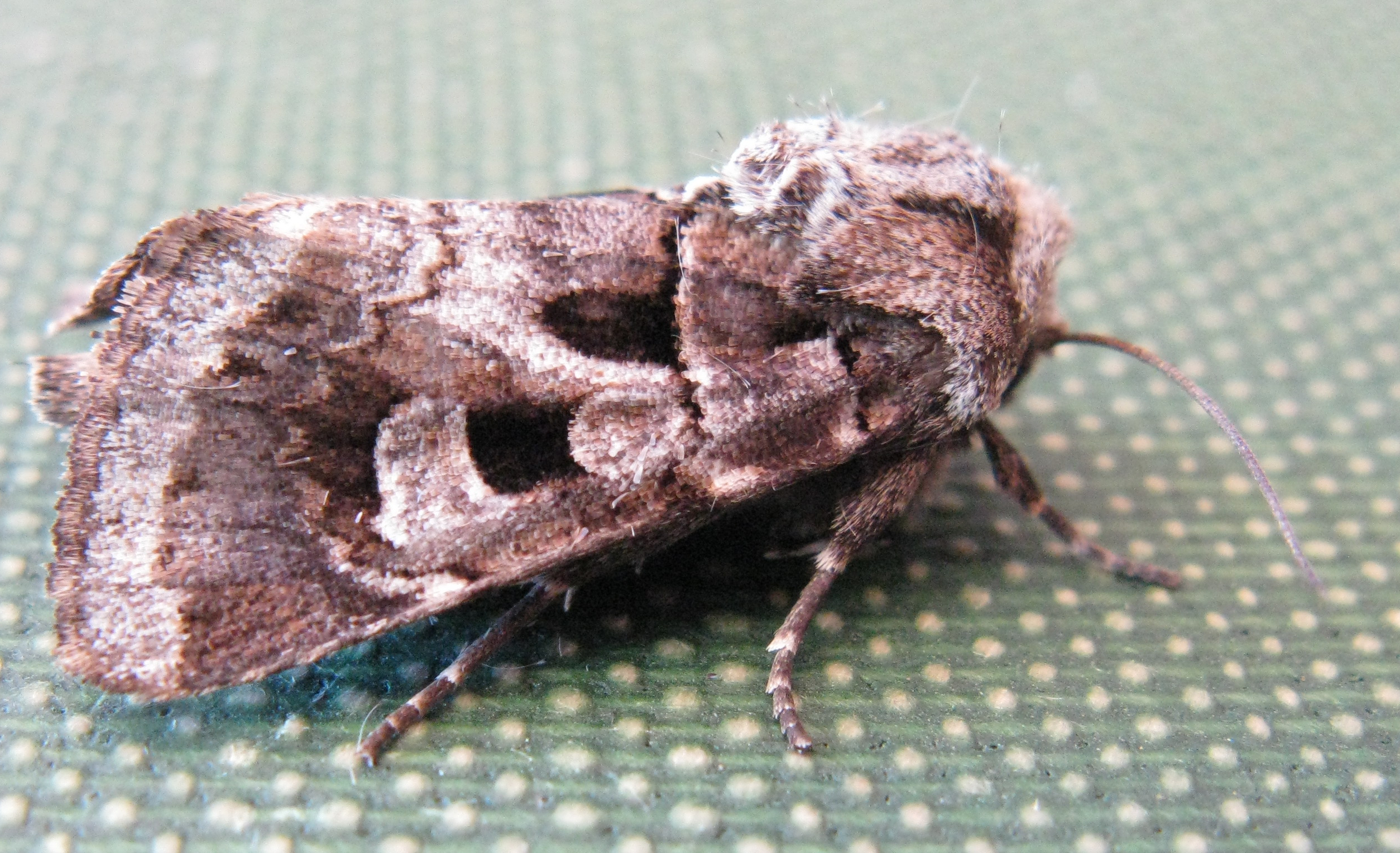
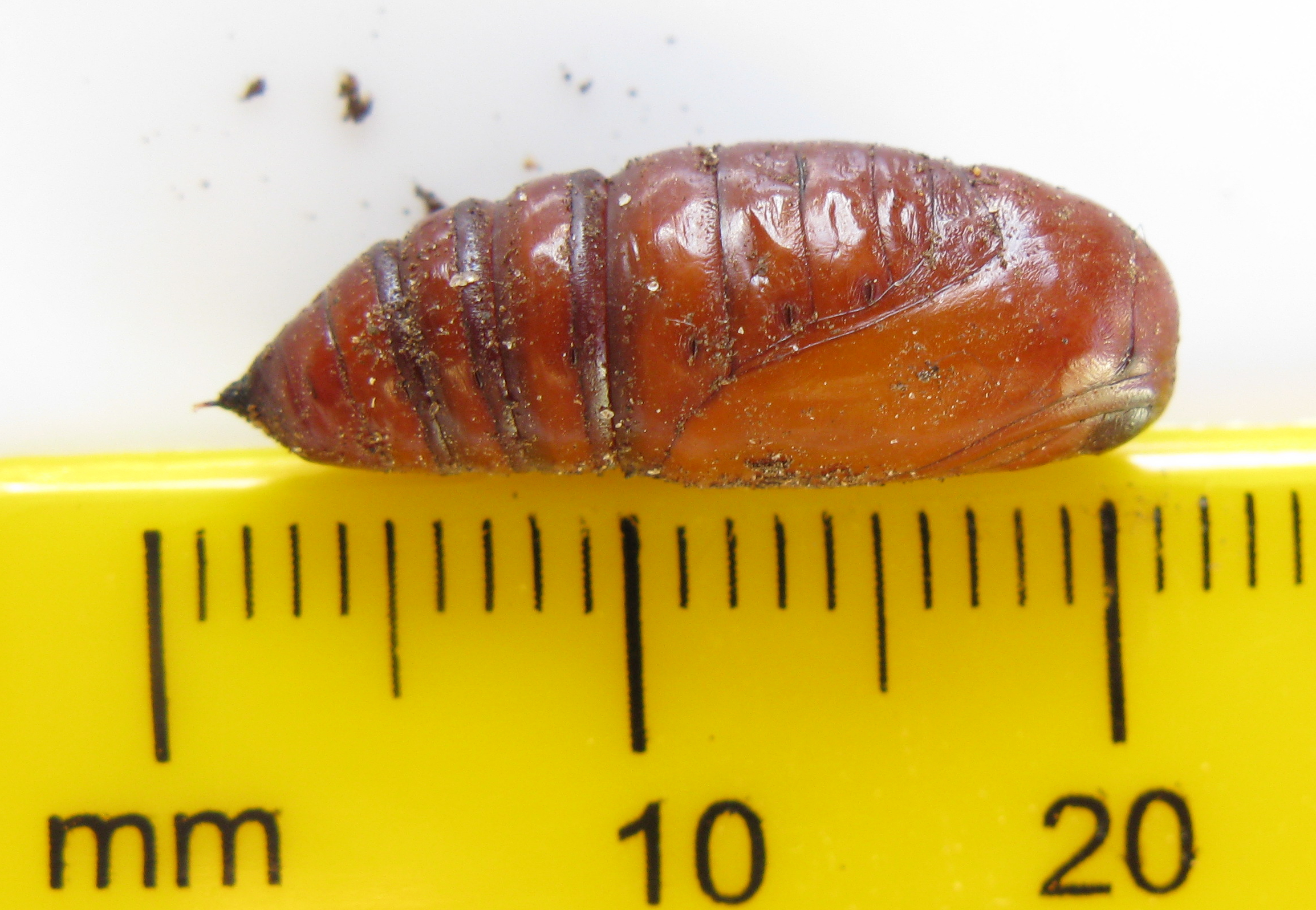
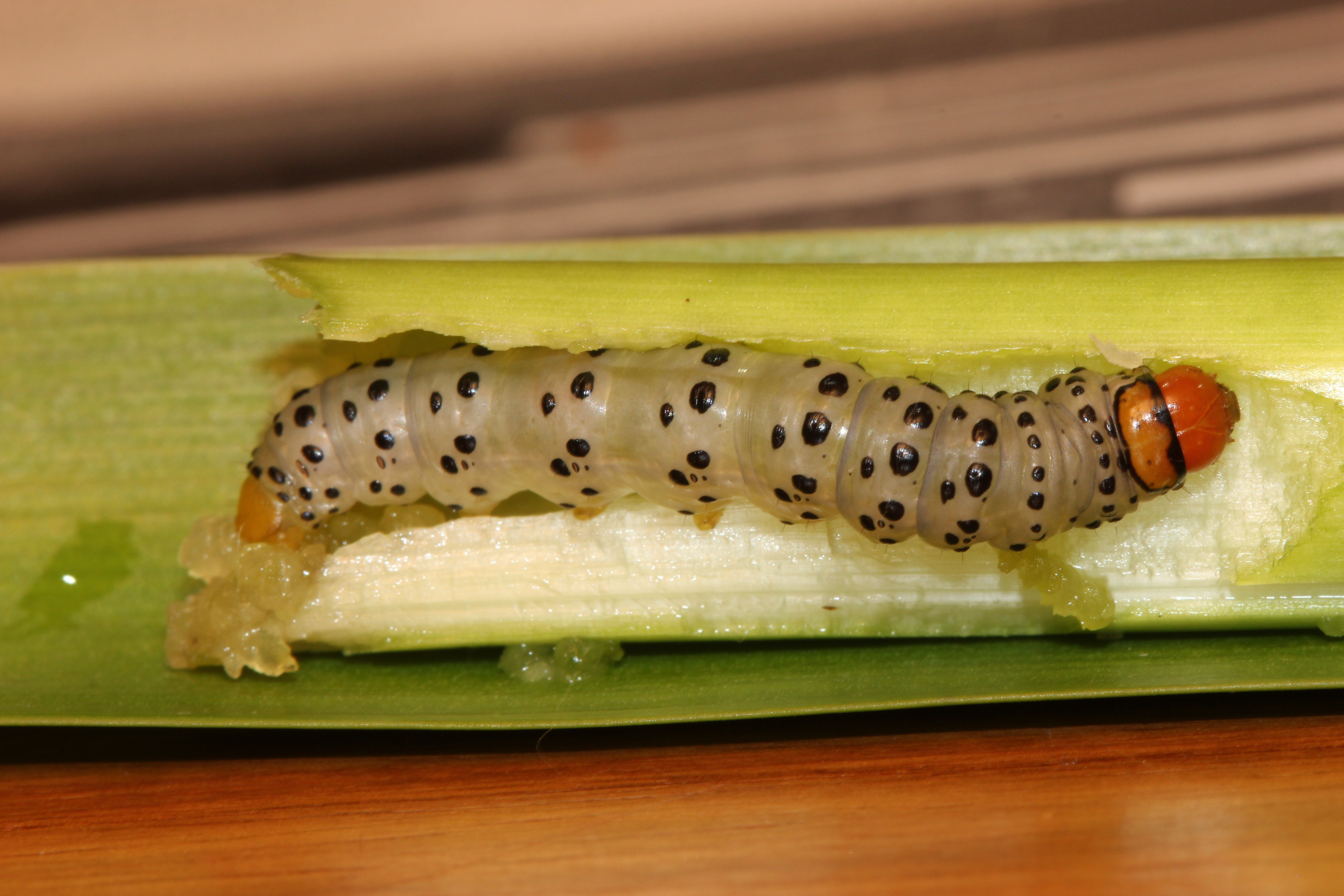
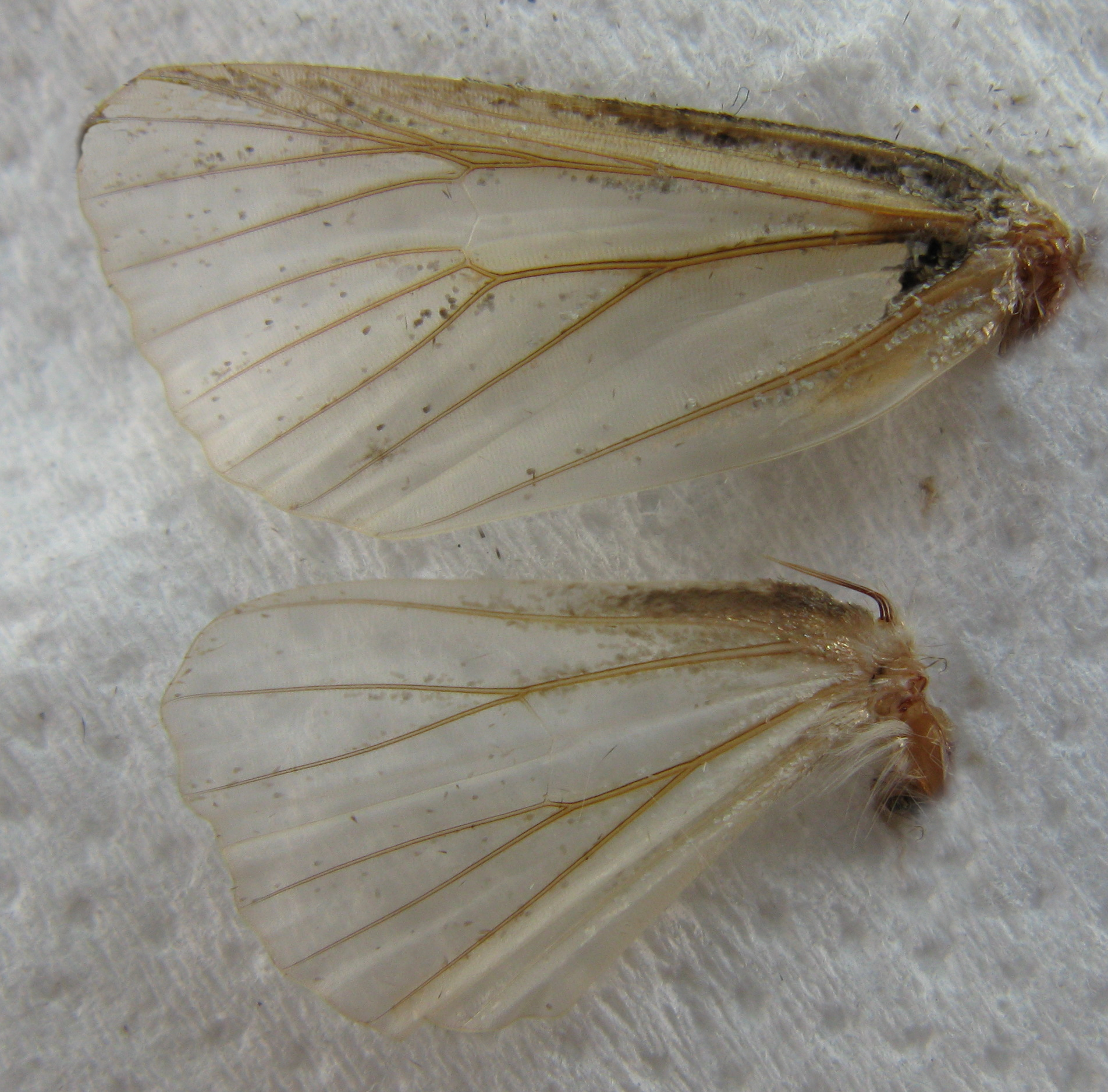
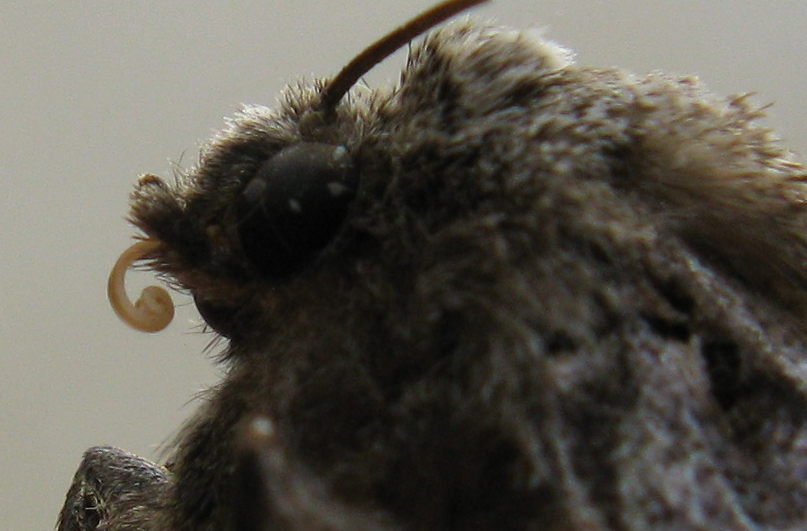